# Łazar Koliszewski
Łazar Koliszewski (lub Lazar Koliševski, cyryl. Лазар Колишевски, wym. [ˈlazar kɔˈliʃɛfski]ⓘ; ur. 12 lutego 1914 w Sweti Nikołe, zm. 6 lipca 2000 w Skopju) – komunistyczny polityk jugosłowiański i macedoński.
Łazar Koliszewski w latach 1945–1953 był premierem Macedonii, a następnie – do 1962 – był prezydentem Macedonii. W okresie od 4 maja 1980 do 15 maja 1980 pełnił funkcję Przewodniczący Prezydium SFRJ.

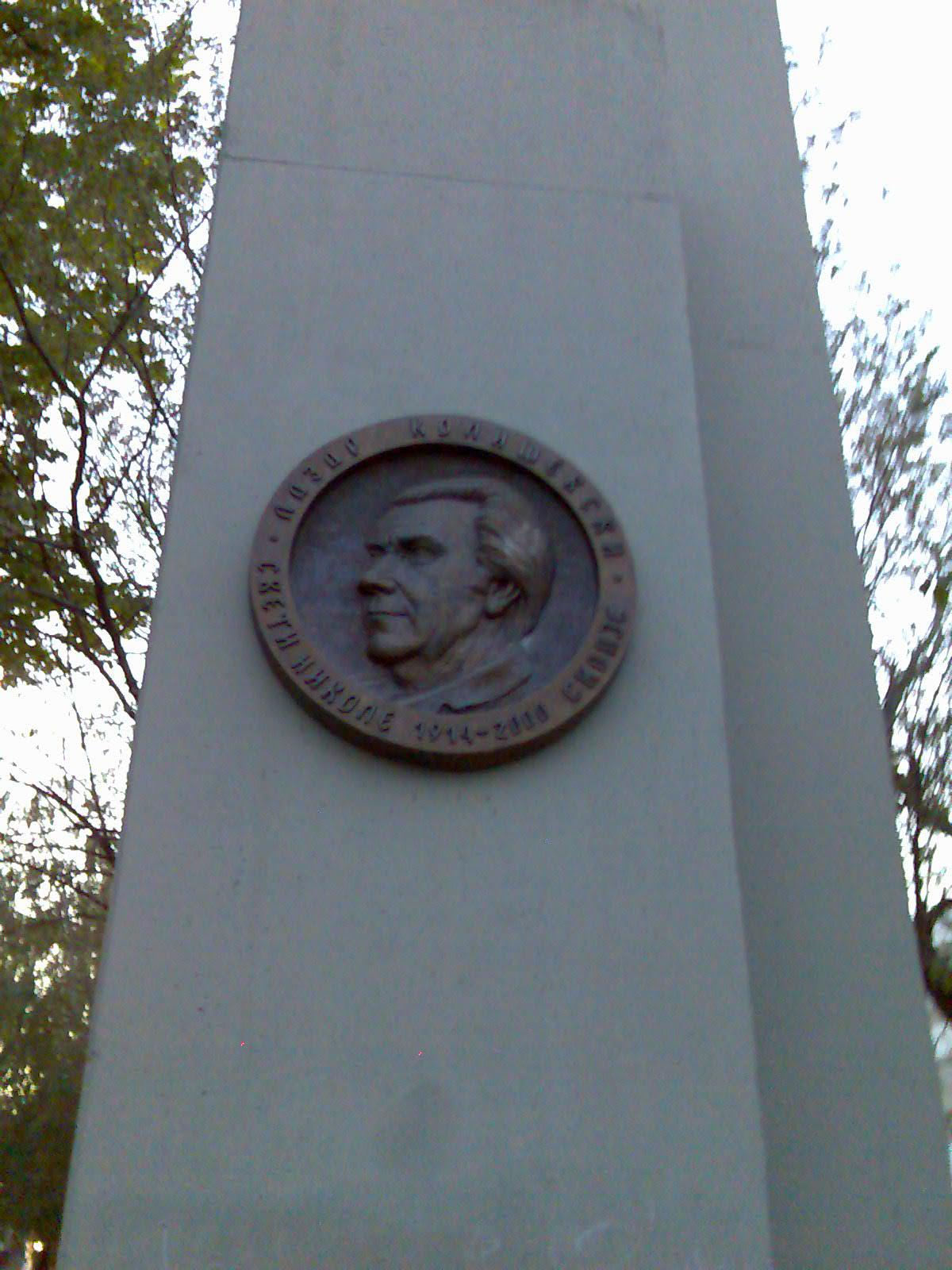
Pomnik Łazara Koliszewskiego w Sweti Nikole